# میستیک استوری
میستیک استوری (انگلیسی: Mystic Story; کره‌ای: 미스틱스토리; لاتین‌نویسی اصلاح‌شده: Miseutik Seutori؛ به اختصار MSTSTR) یک شرکت سرگرمی در کره جنوبی است که توسط خواننده و ترانه‌پرداز یون جونگ شین تأسیس شده‌است.